# Xã Haverford, Quận Delaware, Pennsylvania
Xã Haverford (tiếng Anh: Haverford Township) là một xã thuộc quận Delaware, tiểu bang Pennsylvania, Hoa Kỳ. Năm 2010, dân số của xã này là 48.491 người.